# Bart Lammens
Bart Lammens (Sint-Truiden, 16 oktober 1961) is een Belgische ondernemer. Van 2012 tot 2016 was hij voorzitter van voetbalclub Sint-Truidense VV.

## Biografie
Lammens liep school aan het Aangenomen College Sint-Truiden. Vervolgens studeerde hij rechten aan de Katholieke Universiteit Leuven. Hij begon zijn carrière in het bankwezen. Hij werd in oktober 2009 chief executive officer van het Autonoom Gemeentebedrijf voor de Ontwikkeling van Sint-Truiden (AGOST).
In maart 2012 volgde Lammens André Donvil op als voorzitter van voetbalclub Sint-Truidense VV. In tegenstelling tot zijn voorgangers tracht hij zich minder met het sportieve leiden van de club bezig te houden. Hiervoor werd de functie van technisch directeur in het leven geroepen.
Lammens is getrouwd en heeft drie kinderen. Hij is ook lid van Open VLD.